# غلام علي آلانا
غلام علي آلانا (22 أغسطس 1906 - 8 مارس 1985) هو صديق وكاتب السيرة الذاتية لمحمد علي جناح مؤسس باكستان. لعب دورًا نشطًا في حركة باكستان. وبعد تقسيم الهند، كان له دور فعال في تشكيل اتحاد غرف التجارة والصناعة الباكستانية. وكان عضوًا في الجمعية التشريعية لباكستان الغربية، إلى جانب كونه عمدة كراتشي.
مثَّل باكستان في أكثر من 100 مؤتمر، وعمل في الهيئة الإدارية لمنظمة العمل الدولية، ورئيس المنظمة الدولية لأرباب العمل في بروكسل. وفي الأمم المتحدة قاد عددًا من مبادرات ومجموعات عمل السلام والمفاوضات الدبلوماسية، وأصبح رئيسًا للجنة الأمم المتحدة لحقوق الإنسان في عام 1975. وحصل على ميدالية السلام للأمم المتحدة وكان أيضًا مرشحًا لجائزة نوبل للسلام في عام 1977. كان أيضًا شاعرًا باكستانيًا باللغة الإنجليزية ومستشارًا لفاطمة جناح.